# Igor Brick
Igor Brick, född 30 april 1995 i Tystberga i Södermanlands län, är en svensk varmblodig travhäst. Han tränades först av Roger Malmqvist (1996–1999) och senare av Stefan Melander (1999–2004). I Melanders regi kördes han främst av Örjan Kihlström.
Igor Brick tävlade åren 1998–2004 och sprang in 9,7 miljoner kronor på 82 starter varav 22 segrar, 19 andraplatser och 9 tredjeplatser. Bland hans främsta meriter räknas segrarna i långa E3 (1998), Breeders' Crown för 3-åriga (1998), Årjängs Stora Sprinterlopp (2000, 2001), Gran Premio Campionato Europeo (2001), Jämtlands Stora Pris (2001), andraplatserna i Oslo Grand Prix (2000), Gran Premio Freccia d'Europa (2000), Hugo Åbergs Memorial (2001), Årjängs Stora Sprinterlopp (2002) och tredjeplatserna i Jubileumspokalen (2001) och Sundsvall Open Trot (2001). Han deltog i Elitloppet 2000, men slutade där oplacerad.
Efter tävlingskarriären har han varit avelshingst. Hans vinstrikaste avkomma är stoet Jodas Julia (2003) som tillhörde världseliten bland ston och sprang in över 4 miljoner kronor.